# Parafia Świętych Apostołów Piotra i Pawła w Lidzbarku Warmińskim
Parafia Świętych Apostołów Piotra i Pawła – parafia prawosławna w Lidzbarku Warmińskim, w dekanacie Olsztyn diecezji białostocko-gdańskiej.
Na terenie parafii funkcjonuje 1 cerkiew:
- cerkiew Świętych Apostołów Piotra i Pawła w Lidzbarku Warmińskim – parafialna

## Historia
Pierwsi wyznawcy prawosławia pojawili się Lidzbarku Warmińskim w 1947 r., wskutek przesiedleń w ramach akcji „Wisła”. Duszpasterzem wspólnoty – początkowo podlegającej parafii w Ornecie – został przybyły z przesiedleńcami ks. Aleksy Nesterowicz (wkrótce uwięziony i zesłany do obozu w Jaworznie, gdzie przebywał do grudnia 1948 r.). W 1950 r., po 3-letnich staraniach, pozyskano drewniany kościół poewangelicki z XIX w., który zaadaptowano na cerkiew. W tym samym roku arcybiskup białostocki i bielski Tymoteusz erygował samodzielną parafię w Lidzbarku Warmińskim (do 1958 r. obsługiwaną przez proboszcza z Ornety).
Parafia początkowo liczyła kilkuset wyznawców, jednak wskutek późniejszych powrotów na ojcowiznę liczba wiernych znacznie się zmniejszyła. W 1987 r. w życiu liturgicznym uczestniczyło mniej niż 10 osób, natomiast w końcu 2020 r. – 14.

## Wykaz proboszczów
- 1950–1958 – ks. Aleksy Nesterowicz
- 1958 – ks. Włodzimierz Ciechan
- 1958–1964 – hieromnich Serafin (Samojlik)
- 1964–1966 – ks. prot. Grzegorz Misijuk
- 1966–1967 – ks. prot. Anatol Kiryk
- 1967–1969 – ks. prot. Grzegorz Ostaszewski
- 1969–1976 – ks. prot. Andrzej Bierezowiec
- 1976–1980 – ks. prot. Jan Troc
- 1980–1983 – ks. prot. Bazyli Ignaciuk
- 1983–1987 – ks. prot. Jan Gacuta
- 1987–1989 – ks. Eugeniusz Suszcz
- 1989–2002 – ks. Mirosław Ostapkowicz
- 24.05.2004 – 01.01.2010 – ks. Rościsław Sołopenko
- 01.01.2010 – 15.10.2017 – ks. Jarosław Jaszczuk
- od 16.10.2017 – 04.01.2023 - ks. Rafael Szczerbacz[2]
- 04.01.2023 - p.o. ks. Jarosław Jaszczuk